# یون جی اون
یون جی اون (کره‌ای: 윤지온؛ زادهٔ ۱۹ مه ۱۹۹۰) بازیگر اهل کره جنوبی است. او بیشتر به خاطر ایفای نقش در مجموعه‌های تلویزیونی ملودرام باش (۲۰۱۹)، مموریست (۲۰۲۰)، تو بهار منی (۲۰۲۱) و فردا (۲۰۲۲) شناخته می‌شود.

## فیلم‌شناسی

### فیلم
| سال  | عنوان                    | نقش            | توضیحات | منابع |
| ---- | ------------------------ | -------------- | ------- | ----- |
| ۲۰۱۷ | همراه با خدایان: دو جهان | لژیونرِ سو هونگ |         | [ ۶ ] |
| ۲۰۱۹ | جو پیل هو: خشم سپیده‌دم   | پلیس سرباز     |         | [ ۷ ] |
| ۲۰۲۰ | اکی! مادام               | دانشجو         |         | [ ۸ ] |
| ۲۰۲۰ | جدایی مشروط، یک هفته!    | اکس            |         | [ ۹ ] |

### مجموعه تلویزیونی
| سال  | عنوان                               | نقش                  | توضیحات       | منابع         |
| ---- | ----------------------------------- | -------------------- | ------------- | ------------- |
| ۲۰۱۶ | حافظه                               | دستیار مدیر          |               | [ ۱۰ ]        |
| ۲۰۱۶ | گپ سون ما                           | دانش آموز پاره وقت   |               | [ ۱۱ ]        |
| ۲۰۱۷ | بهترین ضربه                         | کارآگاه              |               | [ ۱۲ ]        |
| ۲۰۱۷ | غریبه                               | کارگر پاره وقت کافه  |               | [ ۱۳ ]        |
| ۲۰۱۸ | آقای آفتاب                          | دانش آموز سرباز      |               | [ ۱۴ ]        |
| ۲۰۱۸ | اتاق عزیزم                          | یانگ جه هیون         |               | [ ۱۵ ]        |
| ۲۰۱۸ | سرزمین ستارگان                      | کارمند بازرسی امنیتی |               | [ ۱۶ ]        |
| ۲۰۱۹ | ملودرام باش                         | لی هیو بونگ          |               | [ ۱۷ ]        |
| ۲۰۱۹ | درام ویژه کی‌بی‌اس: «حس شوک الکتریکی» | پارک کانگ سول        | درام تک قسمتی | [ ۱۸ ]        |
| ۲۰۱۹ | سرچ: دابلیودابلیودابلیو             | مدیر تیم             |               | [ ۱۹ ]        |
| ۲۰۱۹ | وی‌آی‌پی                              | کیم مین کی           |               | [ ۲۰ ]        |
| ۲۰۱۹ | دفترچه خاطرات یک روانی              | جو یونگ مین          |               | [ ۲۱ ]        |
| ۲۰۲۰ | مموریست                             | اوه سه هون           |               | [ ۲۲ ]        |
| ۲۰۲۰ | درام ویژه کی‌بی‌اس: «دختر مدرن»       | نام وو جین           | درام تک قسمتی | [ ۲۳ ]        |
| ۲۰۲۱ | تو بهار منی                         | پارک هو              |               | [ ۲۴ ]        |
| ۲۰۲۱ | جدایی مشروط، یک هفته                | اکس                  |               | [ ۲۵ ]        |
| ۲۰۲۱ | خانه مجله ماهانه                    | جانگ چان             |               | [ ۲۶ ]        |
| ۲۰۲۱ | جیریسان                             | سه ووک               |               | [ ۲۷ ]        |
| ۲۰۲۲ | فردا                                | لیم رونگ گو          |               | [ ۲۸ ] [ ۲۹ ] |
| ۲۰۲۳ | دروغگوی دوست‌داشتنی من               | جو دوک چان           |               | [ ۳۰ ]        |
| ۲۰۲۴ | آغوش سرندیپیتی                      | بانگ جون هو          |               | [ ۳۱ ]        |
| ۲۰۲۴ | در همسایگی عشق                      | کانگ دان هو          |               | [ ۳۲ ]        |

### مجموعه اینترنتی
| سال  | عنوان          | نقش        | توضیحات      | منابع  |
| ---- | -------------- | ---------- | ------------ | ------ |
| ۲۰۲۰ | خانه شیرین     | هه رانگ    | فصل ۱        | [ ۳۳ ] |
| ۲۰۲۱ | رستوران جادوگر | آن سونگ هو | حضور افتخاری | [ ۳۴ ] |

## جوایز و نامزدی‌ها
| مراسم جوایز         | سال  | دسته                      | نامزد / اثر | نتیجه    | منابع  |
| ------------------- | ---- | ------------------------- | ----------- | -------- | ------ |
| جوایز درامای ام‌بی‌سی | ۲۰۲۲ | بهترین بازیگر تازه‌کار مرد | فردا        | نامزدشده | [ ۳۵ ] |